# Ana Free
Ana Free, nome artístico de Ana Gomes Ferreira (Lisboa, 29 de junho de 1987), é uma cantora e compositora portuguesa, que teve uma série de singles no Top 5, incluindo um número 1, em Portugal. Ela é uma presença musical crescente no site de partilha de vídeos YouTube, tendo mais de 29 milhões de visualizações dos seus vídeos. Ana Free é também considerada uma seguidora de Mia Rose. Aliás, em 2008, Ana Free e Mia Rose apareceram com um novo tema em público, "Seen your Face".

## Biografia
Nascida em Lisboa, capital de Portugal, foi criada pela mãe britânica e pelo pai português, Ana cresceu junto com o seu irmão mais velho em Cascais. Desde muito cedo mostrou ser apaixonada por escrever poesia e histórias e começou a escrever e compor aos 10 anos de idade. Aos 8 anos, o seu pai começou a ensiná-la a tocar numa pequena guitarra que pertencia ao irmão mais velho. Durante os últimos 16 anos, Ana Free tocou guitarra fluentemente e acumulou mais de 300 composições originais. Ana teve aulas de piano durante 3 anos no início da adolescência mas desistiu por sentir que não podia tocar o que gostava. Foi também apaixonada por dança e participou em aulas de jazz, ballet e sapateado enquanto crescia. Durante a sua infância, estudou na St.Julians International School em Carcavelos, onde adquiriu o seu sotaque característico.

## Influências
Ana foi muito influenciada musicalmente pelas músicas que o seu pai costumava tocar para ela enquanto criança. Cresceu a ouvir artistas como Eric Clapton, The Beatles, Bob Marley, Carlos Santana, Sam Cooke, Joni Mitchell e Sheryl Crow. Ela aprendeu a tocar imensas canções de blues na guitarra, que praticava com o pai. Enquanto adolescente, costumava pedir os álbuns do irmão emprestados e ouvia artistas como Bryan Adams, Guns'n'Roses, Bon Jovi, Aerosmith e 4 Non Blondes. Também era fã de artistas pop muito conhecidos como Christina Aguilera, En Vogue, Britney Spears, Destiny's Child, Spice Girls, e Ace of Base. Entre estes, agora ouve artistas como Pink, John Mayer, Rihanna, Katy Perry, Jason Mraz, Pixie Lott, Ellie Goulding, Linkin Park e 30 Seconds To Mars, bem como tem fortes influências de música portuguesa, grega, espanhola e francesa.

## Carreira
Teve a sua primeira actuação ao vivo na televisão no Verão de 2007 na TVI, em Portugal, onde cantou "Crazy", uma canção original. Está actualmente a gravar o seu primeiro álbum depois do sucesso do primeiro single, que foi lançado a 23 de Maio de 2008, "In My Place". A popularidade desta canção levou-a a estar presente na banda sonora de séries e novelas como Morangos com Açúcar e Podia Acabar o Mundo.
Em Novembro de 2008, Ana foi convidada para gravar o tema português “Voa Até Ao Teu Coração” aquando do lançamento do filme da Disney “Sininho”, para o qual também gravou um videoclipe.
No Outono de 2009, Ana gravou o seu primeiro EP "Radian" em Londres, com 5 faixas acústicas/pop, que foi distribuído nas lojas FNAC em Portugal no ano seguinte. Em Fevereiro e Março de 2010 estreou este EP através de actuações em Miami e Nova Iorque. Teve ainda grande destaque através de um outdoor exposto em Times Square. As faixas seleccionadas para este álbum correspondem às músicas mais populares no seu canal do You Tube.
Em Maio de 2010, Ana viajou para a cidade de Nova Iorque para trabalhar com o realizador de cinema britânico, produtor musical e escritor, Mark Maclaine, com o objectivo de filmar o videoclipe de “Questions In My Mind”, o primeiro single do EP “Radian”. Também viajou para Portugal para gravar um videoclipe com a banda portuguesa Hands On Approach, com quem gravou vocais na canção “Black Tears”, do álbum “High And Above”.
Ana está frequentemente em digressão por Portugal, e, ocasionalmente, em Londres e Nova Iorque, e as suas actuações são gravadas por amigos e enviadas para os seus blogs e websites. Ana abriu o palco para o cantor/compositor britânico James Morrison no Verão de 2010 e, em Novembro, abriu o espectáculo da Shakira, momento que a Ana considera ser dos mais especiais e determinantes da sua carreira. Mais tarde, foi a única artista feminina a abrir o palco ao cantor Joe Brooks na sua digressão pelo Reino Unido. Algumas das suas canções mais populares, com mais de um milhão de visualizações cada, incluem covers de Nickelback, "Savin 'Me", o sucesso dos The Rolling Stones, "Angie", e o tema do Campeonato do Mundo "Waka Waka (This Time for Africa)" de Shakira.

## Vida pessoal
Viveu no Reino Unido e terminou em 2008, com menção honrosa, a licenciatura em Economia na Universidade de Kent. Ana desenvolveu um gosto especial para temas como “Comércio Internacional” e “Teoria de Jogo” e decidiu escrever a sua dissertação sob o título de “Qual o Impacto da Tecnologia sobre a Estrutura das Grandes Gravadoras (entre 1995 e 2005)”, pela qual recebeu uma distinção. No momento em que a sua popularidade online começou a aumentar, Ana foi abordada por várias gravadoras que queriam contratá-la, mas não se concretizou na altura devido ao seu desejo de terminar a Universidade antes de tomar uma decisão tão grande. Para além de ser fluente em Inglês e Português, Ana também fala Espanhol, Francês e Grego.
Desde 2016, vive e trabalha em Los Angeles.
Tem uma relação com o músico argentino Rodrigo Crespo, da qual tem duas filhas e um filho.

### Caridade
Ana tem contribuído para uma variedade de causas de caridade, incluindo dar o nome pela Liga Portuguesa contra o Cancro (LPCC) em 2009, como embaixadora da sensibilização para o cancro cervical. Em 2010, a Make A Wish Foundation trabalhou com a Ana para satisfazer os desejos de uma jovem fã adolescente que sofre de fibrose cística, convidando-a a ela e à família a passar 5 dias em Londres, onde esteve acompanhada pela Ana no estúdio e no London Eye e assistiu ao concerto esgotado no clube “The Barfly”.

## Discografia

### Singles
| Singles                             | Ano  | Portuguese Chart |
| ----------------------------------- | ---- | ---------------- |
| In My Place                         | 2008 | 1                |
| Self Inflicted                      | 2009 | 2                |
| Keep On Walking                     | 2009 | 2                |
| Questions In My Mind                | 2010 | 4                |
| "Radian"                            | 2010 |                  |
| "Summer Love" (ft. Claus e Vanessa) | 2011 |                  |